# Tractatus de Purgatorio Sancti Patricii

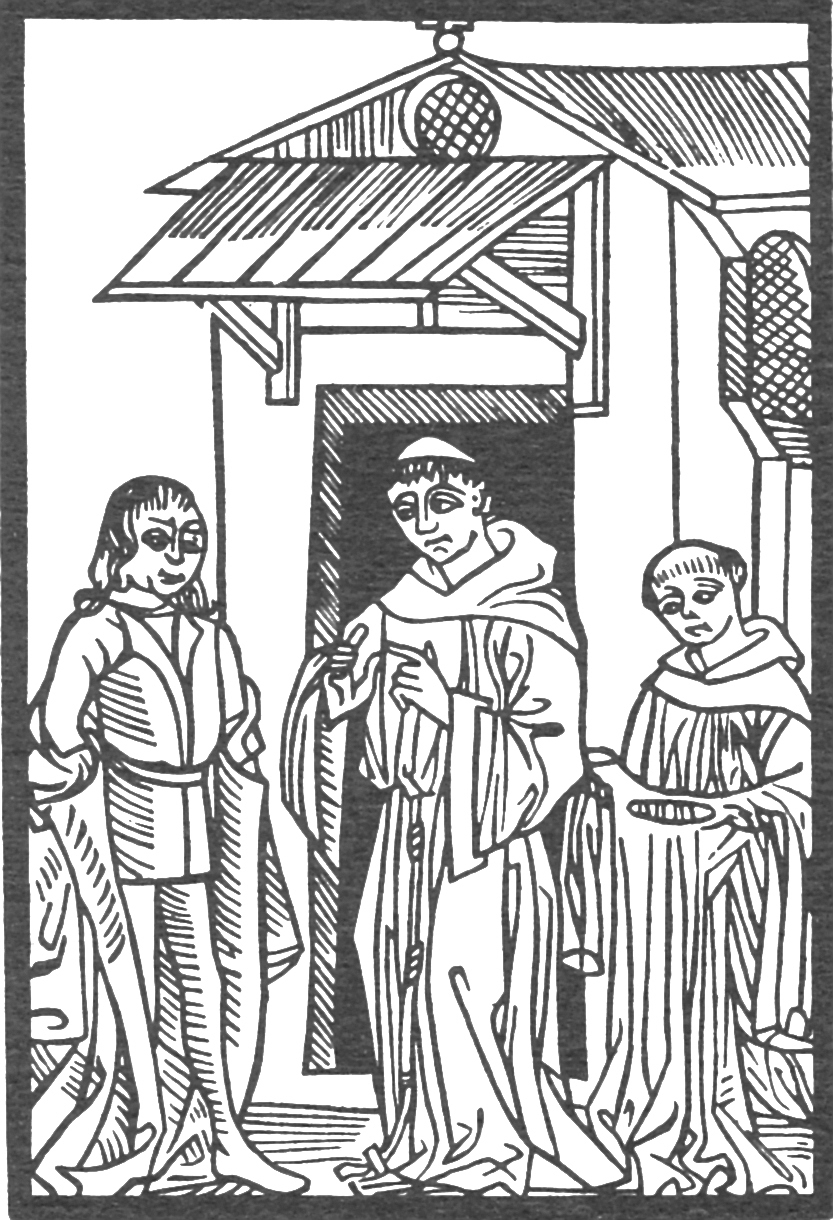
Der Prior des Augustinerklosters zählt dem Ritter Owein die Peinigungen auf, die diesen im Fegefeuer des heiligen Patrick erwarten. Holzschnitt zur Übersetzung von Claude Noury: Le voyage du puys sainct Patrix auquel lieu on voit les peines de Purgatoire et aussi les joyes de Paradis, Lyon 1506.

Der Tractatus de Purgatorio Sancti Patricii ist eine um 1179–1190 in mittellateinischer Prosa geschriebene Schilderung der Jenseitserfahrung des Ritters Owein im Purgatorium des heiligen Patrick. Autor des Texts ist ein nur mit der Initiale „H“ benannter Mönch der Zisterzienserabtei Sawtry. Der Text gilt als einer der Bestseller des Mittelalters, da er über drei Jahrhunderte lang kopiert und in zahlreiche Sprachen übersetzt wurde. Durch den Text wurde das Purgatorium des heiligen Patrick zum wichtigsten Wallfahrtsort Irlands, das auch im Mittelalter zum Ziel von Pilgern aus ganz Europa wurde.

## Entstehung des Texts
Der Autor des Texts gibt von seinem eigenen Namen nur die Initiale „H“ preis und folgt damit einer im Mittelalter nicht ungebräuchlichen Praxis der Demut. Im 13. Jahrhundert erweiterte Matthäus Paris diese Initiale ratenderweise zu „Henricus“, woraus dann später „Henry of Sawtry“ wurde. Der Mönch widmete das Werk dem Abt „H. abbati de Sartis“. Sartis ist hier einer der alternativen Namen der Zisterzienserabtei Wardon, dem Mutterhaus von Sawtry. Obwohl in der Vergangenheit der Name des Abts zu „Henry de Sartis“ ergänzt wurde, der mindestens im Zeitraum 1213–1215 Abt war, ist aufgrund neuerer Erkenntnisse davon auszugehen, dass es sich beim Abt um Hugh de Sartis handelte, der zumindest im Zeitraum 1173–1181 das Amt innehatte.
Wie der Autor ausführt, erfuhr er die Geschichte von dem Zisterziensermönch Gilbert, der bei einer größeren Versammlung die Schilderung des Ritters Owein vortrug. Der Abt seines Mutterklosters, so schildert es der Autor im Prolog, bat ihn dann, diese Erzählung aufzuschreiben. Allerdings geht der Text deutlich über das einfache Referat eines Vortrags hinaus, da der Autor die Erzählung des Ritters Owein einbettet in eine theologische Abhandlung des Fegefeuers, die Einführung der Pilgerstätte des heiligen Patrick und einen umfangreichen Epilog.
Gilbert wird im Text identifiziert als Mönch des Zisterzienserklosters Basingwerk, der dort 1155 Abt wurde und zuvor bei der Gründung eines Tochterhauses in Irland zweieinhalb Jahre lang als Cellerar beteiligt war. Bei dem nicht näher im Text spezifizierten irischen Kloster handelt es sich wohl um Baltinglass. Das lässt sich nachweisen aufgrund einer im Jahre 1202 vor dem Generalkapitel vorgetragenen Beschwerde des Mutterhauses Basingwerk, das sich darüber beklagte, dass die Gründung durch Mellifont torpediert wurde, welches dann in der Nachfolge ein eigenes Tochterhaus an dem Ort gründete. Baltinglass wurde 1148 gegründet, so dass Gilbert offenbar um 1148–1151 in Irland war. Nach der Darstellung von Gilbert wurde der Gründer des Klosters und König von Leinster, Diarmait Mac Murchada, um einen Übersetzer gebeten, der die nicht Irisch sprechenden Mönche aus Wales unterstützen sollte. Hier sei Gilbert der Ritter Owein zur Seite gestellt worden, mit dem er über die zweieinhalb Jahre verbunden blieb und der ihm in dieser Zeit seine Schilderungen vermittelte.
Der Ritter Owein lässt sich nicht identifizieren. Einer der Stifter, die die Gründung von Basingwerk förderten, hieß jedoch Owen Gwynedd. Dabei handelte es sich um einen walisischen Prinzen, der sich hoher Beliebtheit erfreute, jedoch wegen der Heirat mit seiner Cousine exkommuniziert wurde und außerhalb der Kirche verstarb. Yolande de Pontfarcy hält es für möglich, dass Gilbert in Erinnerung an diesen walisischen Prinzen diesen Namen für den irischen Pilger übernahm.
Als der Autor die Schilderung von Gilbert vernahm, war dieser nicht mehr Abt von Basingwerk, sondern an einem anderen Kloster. Da um 1180 Matthew als Nachfolger im Amt des Abts von Basingwerk ausgewiesen ist, wird davon ausgegangen, dass der Text nicht früher entstanden sein kann. Hughs Nachfolger im Amte des Abts von Wardon ist Payne, dessen Amtsantritt um 1185/1186 erfolgte. Entsprechend fällt die Entstehungszeit des Texts in den dazwischenliegenden Zeitraum. Die zeitnah entstandenen Werke Vita sancti Patricii von Jocelin von Furness (1185–1186) und Topographica Hibernica von Gerald von Wales (1186–1187) gehen beide auf die Patrick zugeordnete Pilgerstätte ein, kennen aber offensichtlich nicht die Schilderung des Ritters Owein. Erst eine spätere, vor dem Juli 1189 entstandene Fassung der Topographica Hibernica lässt eine Kenntnis des Texts vermuten.
Den Text selbst gibt es in mindestens zwei frühen Fassungen. Die erste ist wohl vor 1185 entstanden. Die zweite Fassung wurde mit einigen Ergänzungen zwischen 1186 und 1190 aufgeschrieben. Zu den Erweiterungen gehört die Bestätigung der Geschichte durch Fógartach Ua Cerballáin, der 1185 Bischof von Derry wurde, in dessen Diözese die Pilgerstätte damals lag.

## Der Begriff des Purgatoriums
Obwohl der Gedanke einer Reinigung der Seelen wie etwa bei Papst Gregor I. oder Augustinus bereits früher zum Ausdruck kam, entstand erst im 12. Jahrhundert der Begriff des Fegefeuers, der neben dem Himmel und der Hölle einen weiteren Platz im Jenseits bezeichnet. Zu den frühen Autoren, die das Fegefeuer als separate Stätte erwähnen, gehört der Zisterzienser Bernhard von Clairvaux mit seiner um 1140–1153 entstandenen Predigt De triplici inferno, die drei verschiedene Unterwelten vorsieht, wovon zwei im Jenseits angesiedelt sind:
Drei verschiedene Arten der Unterwelt gibt es somit. Die eine ist die verzehrende Unterwelt der Hölle, wo der Wurm zu finden ist, der nie stirbt, und das Feuer, das nie erlischt – in ihr gibt es keine Erlösung. Eine andere Unterwelt ist die der Sühne, die den Seelen zugedacht ist, die nach dem Tod der Reinigung bedürfen. Wieder eine andere aber ist die Unterwelt der Buße, nämlich die freiwillige Armut, durch die wir der Welt entsagen und unsere Seelen der Buße unterwerfen müssen, damit wir geheilt werden und nach dem Tode nicht ins Gericht kommen, sondern vom Tod ins Leben hinübergehen.
Entsprechend entstand auch der Begriff des Purgatorium des heiligen Patrick erst im 12. Jahrhundert. Unabhängig vom Tractatus wurde der Begriff auch durch den Zisterziensermönch Jocelin von Furness in seiner um 1185/1186 entstandenen Hagiographie Vita sancti Patricii verwendet. Jocelin verknüpfte den Begriff jedoch mit dem Croagh Patrick, auf dem Patrick vierzig Tage lang gefastet hatte. Allerdings findet sich auch bei Jocelin die Vorstellung, dass an diesem Ort die Peinigungen des Fegefeuers erfahrbar sind und ein Einblick in das irdische Paradies möglich sei. Da es in der irischen Sagenwelt eine Verbindung zwischen Croagh Patrick und dem Lough Derg gebe, so de Pontfarcy, könnte sich Jocelin in der Zuordnung des Purgatoriums vielleicht geirrt haben. Eine weitere zeitgenössische Erwähnung der Pilgerstätte findet sich in der Topographica Hibernica, wo Gerald von Wales kurz die Pilgerstätte beschreibt, jedoch in der ersten Fassung des Texts noch nicht den Begriff des Purgatoriums verwendet:
Es wird gesagt, dass eine Person, die sich diesen Peinigungen wegen einer aufgelegten Buße unterzieht, nicht die Peinigungen der Hölle überstehen muss – es sei denn, sie begehe eine sehr schwere Sünde.

## Handlung
Die Erzählung der Erlebnisse des Ritters Owein folgt weitgehend dem Vorbild zeitgenössischer Visionsliteratur, obwohl der Autor selbst das durch Owein Erlebte nicht als Vision verstanden haben möchte. Zu den Vorbildern gehören u. a. die Visio Tnugdali und die Vision des Gunthelm, bei denen ein wesentliches Hauptmotiv die Konvertierung eines weltlich orientierten Helden hin zu monastischen Idealen durch eine Erfahrung der Hölle oder des Fegefeuers ist. Nicht wenige Peinigungen wie beispielsweise das Flammenrad oder die schmale Brücke zum irdischen Paradies gehen auf die Visio Sancti Pauli zurück.

### Weg zum Purgatorium
Während der Regentschaft von König Stephan (1134–1154) suchte der Protagonist den für die Pilgerstätte zuständigen Bischof auf, um ihm zu beichten. Als der Bischof ihm erklärte, wie schwer seine Sünden wiegen, bereute er diese von Herzen und bat den Bischof, ihm eine geeignete Buße aufzuerlegen. Der Bischof bot ihm eine an, aber Owein entgegnete, dass, wenn er sich seinem Schöpfer gegenüber in solchem Maße vergangen habe, er eine sehr viel härtere Buße auf sich nehmen möchte, und bat ihn darum, das Purgatorium des heiligen Patrick aufsuchen zu dürfen. Der Bischof riet ihm davon ab und berichtete, wie viele vor ihm dabei umgekommen seien. Er riet ihm stattdessen, als Mönch in einen Orden einzutreten. Owein blieb jedoch bei seiner Absicht, und da der Bischof sah, dass er ihn nicht davon abbringen konnte, ließ er ihn mit einem Empfehlungsschreiben an den Prior des zur Pilgerstätte gehörenden Klosters ziehen.
Der Prior schilderte ebenfalls die Gefahren, denen ein Besucher des Purgatoriums ausgesetzt ist. Owein schilderte ein weiteres Mal die Schwere seiner Sünden und bestand auf den Besuch, so dass er vom Prior entsprechend dem Brauch angewiesen wurde, vorher in der Kirche 15 Tage lang zu fasten und zu beten. Als diese Periode beendet war, führten der Prior und seine Mönche Owein an die Pforte zum Purgatorium, um ihm dort all die Peinigungen des Fegefeuers eindringlich aufzuzählen, die ihn erwarten. Nachdem Owein bei seiner Absicht blieb, schilderte der Prior, dass der Weg durch eine unterirdische Höhle führe, die sich an ihrem Ende zu einem offenen Feld mit einer kunstvollen Halle öffne. Dort würden ihn Boten des Herren aufsuchen und erklären, was ihm weiteres bevorstehe. Danach würden sie ihn verlassen, worauf kurze Zeit später ihn Dämonen aufsuchen und versuchen würden. Der Ritter fürchtete nicht die Gefahr, und er, der sich sonst mit dem eisernen Schwert bewaffnet und in Schlachten bewährt hatte, war jetzt gerüstet mit dem Glauben, der Hoffnung und der Gerechtigkeit, er vertraute Gottes Gnaden und, stärker als Eisen, war er bereit für den Kampf mit den Dämonen. Mit der rechten Hand führte er das Kreuzzeichen vor seiner Stirn aus und trat durch die offene Pforte in das Purgatorium, worauf der Prior die Pforte schloss und verriegelte.

### Begegnung mit den Boten des Herrn
Nachdem Owein den Weg wie beschrieben vorgefunden hatte und entlang gegangen war, erreichte er die Halle und bewunderte sie sehr. Nachdem er dort einige Zeit verbracht hatte, kamen fünfzehn Männer in weißen Gewändern, die wie Mönche geschoren waren. Sie grüßten ihn im Namen des Herrn und setzten sich zu ihm. Der Führer der Boten lobte seine gute Absicht, sich im Purgatorium von seinen Sünden zu reinigen, und wies ihn an, sich mannhaft zu verhalten, da sonst sein Körper und seine Seele stürben, wenn er nicht reagieren würde. Sobald sie ihn verlassen würden, kämen unreine Dämonen zu ihm, die ihn schwer peinigen und drohen würden, ihm noch schlimmere Pein zuzufügen, wenn er sich nicht bereit erkläre, aufzugeben und sich von den Dämonen zur Pforte zurückführen zu lassen. Dies sei jedoch trügerisch, und wenn er sich darauf einließe, so würde er sterben. Wenn er jedoch all seine Hoffnung in Gott setzen würde, dann könnte er dies alles überstehen, von all seinen Sünden gereinigt werden und nicht nur die Gelegenheit haben, die den Sündern bevorstehenden Peinigungen zu sehen, sondern auch den Platz kennenzulernen, in dem sich die Gerechten erholen. Er müsse nur immer an Gott denken und bei einer ihm zugefügten Pein seinen Herrn Jesus Christus mit Namen anrufen, worauf er dann jeweils sofort befreit würde. Darauf segneten und verließen sie ihn.

### Erstes Treffen mit den Dämonen
So vorbereitet für eine neue Art des Rittertums, war der Ritter nun gerüstet für die bevorstehende Auseinandersetzung mit den Dämonen. Er war ausgestattet mit dem Brustpanzer der Gerechtigkeit; so, wie ein Kopf einen Helm trägt, war sein Geist mit der Hoffnung auf Sieg und ewige Rettung gekrönt, und der Schild des Glaubens schützte ihn. Nach einer Pause erschienen mit ohrenbetäubendem Lärm unzählige Dämonen und verspotteten ihn. Sie erinnerten ihn daran, dass er hergekommen sei, um für seine Sünden zu büßen, er aber, weil er freiwillig gekommen sei, zur Pforte zurückgebracht werden würde, wenn er aufgeben würde. Als wahrer Soldat Christi blieb er jedoch stumm und antwortete nicht.

### Erste Peinigung
Da er nicht antwortete, ergrimmten die Dämonen und errichteten in der Halle ein gewaltiges Feuer, in das sie den Ritter an Händen und Füßen gefesselt hineinwarfen und mit eisernen Haken in den Flammen herumstießen. Er verspürte große Schmerzen, vergaß jedoch nicht die Waffen des geistigen Rittertums und rief den Namen Jesu. Danach verschwand das Feuer blitzartig, so dass nicht ein einziger Funke zurückblieb.

### Zweite Peinigung
Danach verließen die Dämonen die Halle und zogen den Ritter hinter sich her. Nach einer längeren Tour erreichten sie eine Ebene, die mit Menschen beiderlei Geschlechts gefüllt war, die nackt auf dem Bauch auf dem Boden lagen und an Händen und Füßen mit Nägeln arretiert waren. Die Menschen aßen die Erde vor Schmerz und baten um Gnade. Die Teufel, die um sie herumliefen, kannten jedoch kein Mitleid und schlugen sie mit Peitschen. Die Teufel sagten ihm, dass er die gleiche Pein erleben werde, wenn er nicht aufgebe. Da er nicht darauf einging, versuchten sie, ihn ebenfalls mit Nägeln am Boden zu arretieren, was ihnen aber nicht gelang, da er den Namen Jesu rief.

### Dritte Peinigung
Danach wurde er zu einer anderen Ebene verschleppt, die ebenfalls mit Menschen beiderlei Geschlechts gefüllt war, welche ebenfalls mit Nägeln am Grund arretiert waren. Im Unterschied zu vorher lagen die Menschen hier jedoch alle auf dem Rücken. Auf ihnen liefen feurige Drachen, die einige der Opfer aufschlitzten und mit ihren Zähnen bearbeiteten, als ob sie die Menschen essen würden. Furchtbare Schlangen umkringelten Nacken, Arme oder ganze Körper, um dann ihre feurigen Reißzähne in die Herzen zu versenken. Alles schrie ohne Unterlass, und Teufel rannten umher, um mit ihren Peitschen Hiebe zu verteilen. Wiederum erklärten die Teufel, dass er das nicht durchmachen müsste, wenn er aufgeben würde. Als er jedoch seine Verachtung zeigte, versuchten die Teufel ihn mit Nägeln zu arretieren, was ihnen nicht gelang, da er den Namen Jesu rief.

### Vierte Peinigung
So führten sie ihn zu einer weiteren Ebene, in der zahllose Menschen mit weißglühenden Nägeln am Boden befestigt waren. Sie waren überdeckt von so vielen Nägeln vom Kopf bis hin zu den Füßen, dass kein Platz frei blieb, um mit einem Finger durchzukommen. Wie die anderen waren sie unbekleidet und wurden abwechselnd mit frostigen und heißen Winden malträtiert. Auch fehlten die Teufel mit ihren Peitschen nicht. Nachdem sie ihm wieder den Rückweg anboten und er dies ablehnte, scheiterte der Versuch der Teufel, ihn festzunageln, erneut, nachdem er den Namen Jesu anrief.

### Fünfte Peinigung
In der vierten Ebene, zu der er verschleppt wurde, hingen einige mit den Füßen an glühenden Ketten. Andere waren an ihren Händen, ihren Haaren, ihren Armen oder Beinen aufgehängt und von Schwefelflammen umschlossen. Einige, die in den Feuern hingen, trugen eiserne Nägel in ihren Augen, Ohren, Nasen, Rachen, Brüsten oder Genitalien. Einige brannten in Schmelzöfen, andere in Pfannen, manche wurden mit flüssigem Metall betröpfelt. Owein erkannte einige seiner früheren Kumpane wieder. Der erneute Versuch, ihn zu foltern, schlug jedoch fehl, als er den Namen Jesu anrief.

### Sechste Peinigung
Danach kamen sie zu einem riesigen Flammenrad, bei dem die Speichen und die Felge mit Feuerhaken umgeben waren. An jedem dieser Haken hingen Menschen, die durch Schwefelflammen geröstet wurden, die sich aus dem Boden erhoben. Die Teufel stellten sich beidseits des Feuerrads auf und trieben es mit Eisenstangen zwischen den Speichen an, worauf sich das Rad mit solcher Geschwindigkeit drehte, dass der Ritter die Hängenden nicht voneinander zu unterscheiden vermochte. Die Teufel warfen ihn dann an das Rad, worauf er in die Höhe gewirbelt wurde. Sobald er jedoch den Namen Jesu anrief, kam er unverletzt herunter.

### Siebente Peinigung

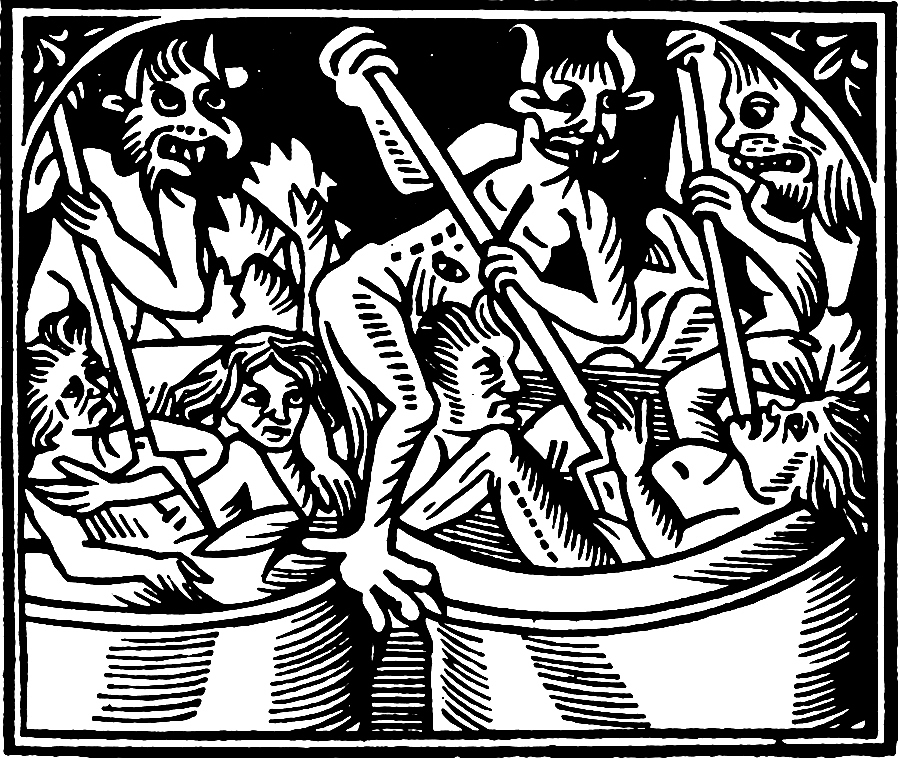
Die siebente Peinigung in den Kesseln. Die Darstellung entstammt ebenfalls dem Band von Claude Noury.

Danach wurde der Ritter zu einem riesigen Gebäude geführt, in dem es fürchterlich qualmte. Noch vor dem Erreichen des Gebäudes wurde die Hitze so unerträglich, dass Owein anhielt. Da fragten die Teufel ihn, warum er langsamer werde. Was Du sehen wirst, so versprachen sie ihm, sind die Bäder, und ob Du es magst oder nicht, Du wirst auch eines mit den anderen zusammen nehmen. Als er hereingebracht wurde, eröffnete sich eine schreckliche Sicht. Der Boden des Gebäudes war voll mit runden Löchern, so dass es kaum möglich war, dazwischen zu gehen. Die Löcher waren alle mit kochenden Flüssigkeiten und Metallen gefüllt. Darin befand sich eine Vielzahl von Menschen beiderlei Geschlechts und jedes Alters. Einige von ihnen waren ganz eingetaucht, andere bis zu den Augenbrauen, manche nur bis zum Nabel. Nun, sagten die Teufel zu ihm, Du wirst jetzt mit ihnen zusammen baden. Darauf hoben die Teufel den Ritter und versuchten, ihn in eines der Löcher zu werfen. Sobald sie jedoch den Namen Jesu hörten, gaben sie auf.

### Achte Peinigung
Danach ging es zu einem Berg, an dem unzählige Menschen beiderlei Geschlechts nackt kauerten und mit Furcht nach Norden blickten, als ob sie auf ihren Tod warten würden. Als der Ritter sich wunderte, wovor die Menschen sich fürchteten, erklärte ihm einer der Teufel, dass er das Schicksal mit jenen teilen werde, wenn er nicht freiwillig aufgebe. Kaum beendete der Teufel seinen Hinweis, kam ein Wirbelwind aus dem Norden, der alle mitriss einschließlich der Dämonen und des Ritters. Sie wurden alle weit weg zu einem anderen Teil des Bergs geweht und landeten in einem eisigen Fluss. Alle, die versuchten, dem Fluss zu entkommen, wurden von den Dämonen immer wieder zurückgestoßen. Aber der Ritter erinnerte sich an seinen Helfer, rief dessen Namen und fand sich am anderen Ufer wieder.

### Neunte Peinigung
Aber die Teufel gaben nicht auf und verschleppten ihn nach Süden, wo sie plötzlich eine schreckliche Flamme fauligen Schwefels wie aus einer Quelle hochschießen sahen. Die Flamme schien Menschen beiderlei Geschlechts und aller Altersstufen in die Höhe zu wirbeln. Als die Wucht der Flamme wieder nachließ, fielen die Menschen erneut in die Flamme zurück und verschwanden mit ihr in die Quelle. Die Teufel sagten zum Ritter, dass diese Quelle mit dem herausschießenden Feuer der Eingang zur Hölle sei, wo ihre Heimat liege. Wenn er hier weitergehe, dann wäre sein Körper und seine Seele auf alle Ewigkeit verloren. Wenn er jedoch aufgäbe, so würden sie ihn heil zum Eingang bringen. Da der Ritter jedoch auf Gott vertraute, verachtete er das Angebot. Darauf sprangen die Teufel in die Quelle und versuchten, ihn mit hineinzuzerren. Als er in die Quelle eintauchte, schien sie sich zu weiten, aber die Pein wurde zunehmend schlimmer. Die Schmerzen wurden so unerträglich, dass er fast den Namen seines Retters vergaß. Dank der Eingebung Gottes jedoch konnte er sich besinnen und rief den Namen Jesus Christus. Darauf schoss die Flamme empor und warf ihn zusammen mit den anderen in die Höhe. Als er herunterkam, stand er alleine neben der Quelle. Andere Teufel kamen zu ihm und fragten, warum er da herumstehe. Ihre Kumpanen, so berichteten sie, hätten gelogen, als sie behaupteten, dass dies der Eingang zur Hölle wäre, und versprachen, ihn zur Hölle zu bringen.

### Zehnte Peinigung
Die Teufel verschleppten den Ritter zu einem sehr weiten und stinkenden Fluss. Er schien völlig von Schwefelflammen bedeckt zu sein und war voller Dämonen. Die Teufel erklärten ihm, dass die Hölle unter dem brennenden Fluss sei. Eine Brücke überspannte den Fluss direkt vor ihm und die Teufel erläuterten ihm, dass er die Brücke überqueren müsse und sie Winde und Wirbel verursachen werden, um ihn von der Brücke in den Fluss zu werfen. Unsere Kumpane, so kündigten die Teufel an, würden ihn dann gefangen nehmen und in die Hölle reißen. Sie führten ihn daraufhin an die Brücke, die so glitschig war, dass sie selbst bei großer Breite keinen Halt geboten hätte. Sie war jedoch so schmal und eng, dass man kaum darauf stehen oder gehen konnte. Die Teufel boten ihm ein weiteres Mal an, ihn sicher zurück zu geleiten. Aber der Ritter rief den Namen Jesu und begann, vorsichtig auf die Brücke zu steigen. Als er einen sicheren Stand fühlte, vertraute er auf Gott und schritt weiter voran. Je höher er die Brücke aufstieg, umso breiter wurde sie.

### Irdisches Paradies
Als der Ritter weiter voranging, erschien vor ihm eine reich verzierte Wand, die sich sehr hoch erstreckte. Als er sich der Wand weiter näherte, öffnete sich die Tür zum irdischen Paradies, wo ihn eine von zwei Erzbischöfen geführte Prozession empfing, die ihm das Paradies zeigten. Sie erklärten ihm, dass das das Paradies sei, aus dem Adam und Eva vertrieben worden seien. Hier kämen diejenigen an, die entweder noch in ihrem Leben ausreichend Buße sich auferlegt hatten oder alternativ nach der Auflösung ihres Fleisches durch die Peinigungen gegangen sind, die der Ritter kennengelernt habe. Alle, die er gesehen habe, mit Ausnahme der Seelen im Feuerquell, würden am Ende gerettet und nach dem Abschluss der Reinigung das Paradies erreichen. Danach führten die Erzbischöfe den Ritter wieder aus dem Paradies heraus, wo er wieder die Halle erreichte und den Weg zur Pforte fand, wo der Prior und seine Mönche ihn nach draußen ließen und ihn beglückwünschten. Danach verbrachte er weitere fünfzehn Tage in der Kirche mit Fasten und Beten.

## Rezeption
Der lateinische Text fand eine hohe Verbreitung, die durch mindestens 150 bis heute noch existierende Abschriften belegt wird. Größeren Kreisen erschloss sich der Text jedoch erst durch die zahlreichen Übersetzungen oder Nacherzählungen, wovon ebenfalls ca. 150 Handschriften überliefert sind.

### Altfranzösische Übersetzungen
Zu den ersten auf dem Tractatus beruhenden Werken gehörte das um 1190 in Altfranzösisch verfasste Werk Espurgatoire seint Patriz von Marie de France. Es ist keine reine Übersetzung, da Marie de France explizit die Rolle der Erzählerin übernahm, den gesamten Text in Versform setzte und auch Ergänzungen vornahm. So wird etwa die vom Erstautor überlieferte Schilderung des Bischofs Fógartach Ua Cerballáin über einen Eremiten, der jede Nacht von Teufeln heimgesucht wird, zu einer Erzählung erweitert, in der zwei Teufel einen Priester durch ein liebliches Mädchen, ein Findelkind, in Versuchung bringen. In ihrer Schilderung entgeht der Priester dem Drang, das Mädchen zu vergewaltigen, nur durch eine Selbstkastration. Das erinnert an die fünfte Peinigung; das Motiv des Mädchens schließt an die früheren Werke Le Fresne und Les deus amanz der Autorin an. Weitere sechs in Versform gehaltene altfranzösische Fassungen des Texts sind bekannt, zu denen u. a. ein Teil der 1243 entstandenen Bible des sept estaz du monde von Geufroi de Paris gehört. Neben den in Versform gehaltenen altfranzösischen Fassungen sind noch zwei Prosatexte in der französischen Nationalbibliothek erhalten geblieben.

### Mittelenglische Übersetzungen

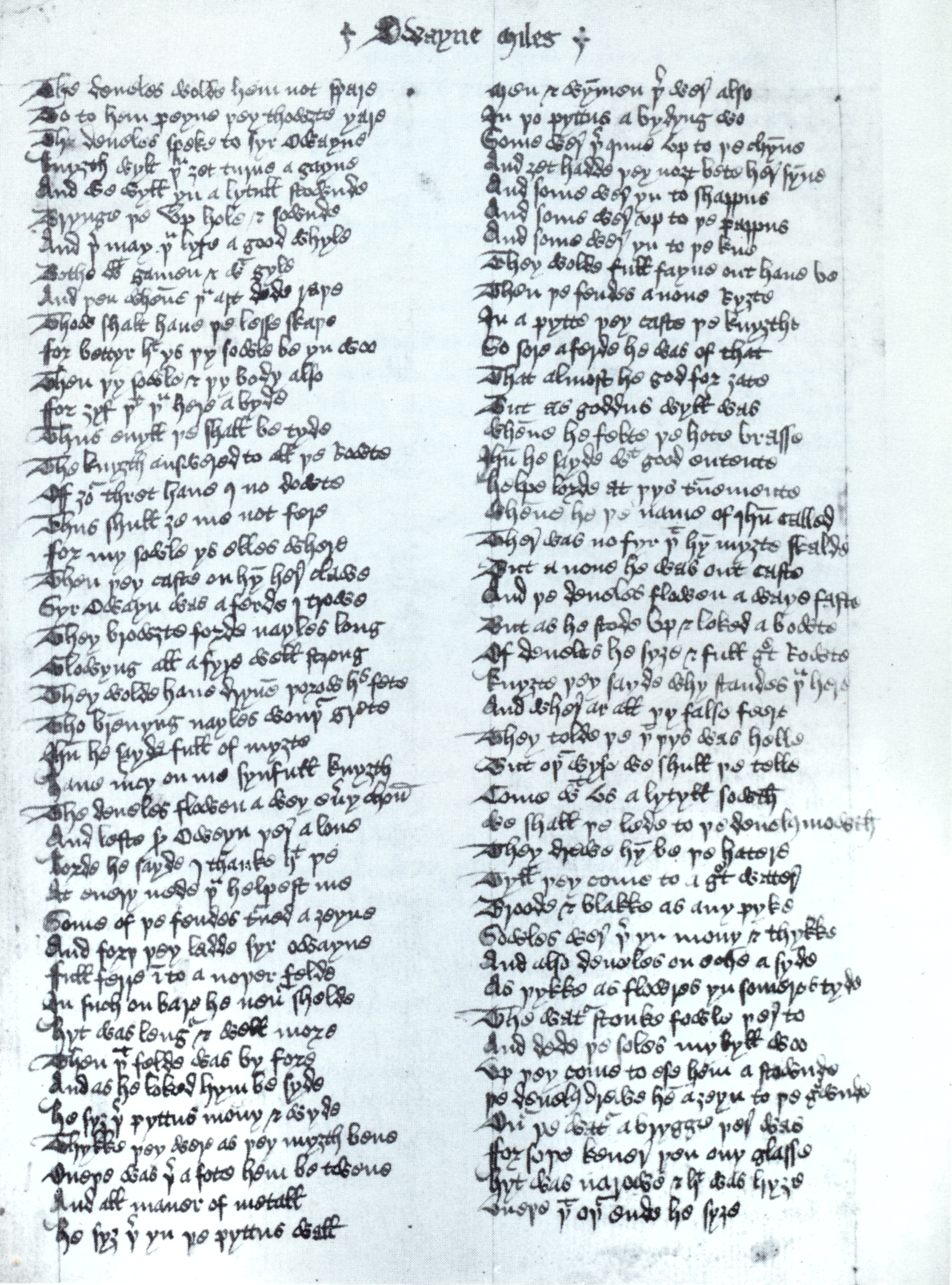
Ende des 14. oder Anfang des 15. Jahrhunderts entstandene mittelenglische Übersetzung in der zwischen 1446 und 1460 entstandenen Handschrift British Library Cotton Caligula A ii.

Insgesamt sind drei mittelenglische Übersetzungen überliefert, die alle unabhängig voneinander entstanden. Die älteste gehört zum Buch South English Legendary und stammt aus dem Ende des 13. Jahrhunderts. Sie ist von den drei mittelenglischen Fassungen die getreueste Übersetzung und basiert auf der kürzeren α-Fassung des lateinischen Texts. Ein weiterer Text entstand im frühen 14. Jahrhundert als Übersetzung einer in Versform gehaltenen altfranzösischen Fassung. Im Vergleich zum Original, in dem der Ritter sich den Peinigungen durch die Anrufung Jesu sofort entziehen kann, durchleidet der Ritter in diesem Text einige der Peinigungen wie etwa die der dritten Peinigung:
Þis was þe first pain apliȝt

Þat þai dede Owain þe kniȝt:

Þai greued him swiþe sore.
Besonders besticht diese Fassung aber durch die zahlreichen romantischen Ausschmückungen des irdischen Paradieses, die weit über den Umfang der anderen Texte hinausgeht. Dadurch entsteht auch im Umfang eine Balance zwischen den Beschreibungen der Peinigungen und der Annehmlichkeiten des Paradieses.
Der dritte mittelenglische Text entstand Ende des 14. oder Anfang des 15. Jahrhunderts. Hier sind zwei Handschriften überliefert, bei der eine in der Kopfzeile den Titel Owayne Miles führt (siehe Abbildung).

### Deutsche Übersetzungen

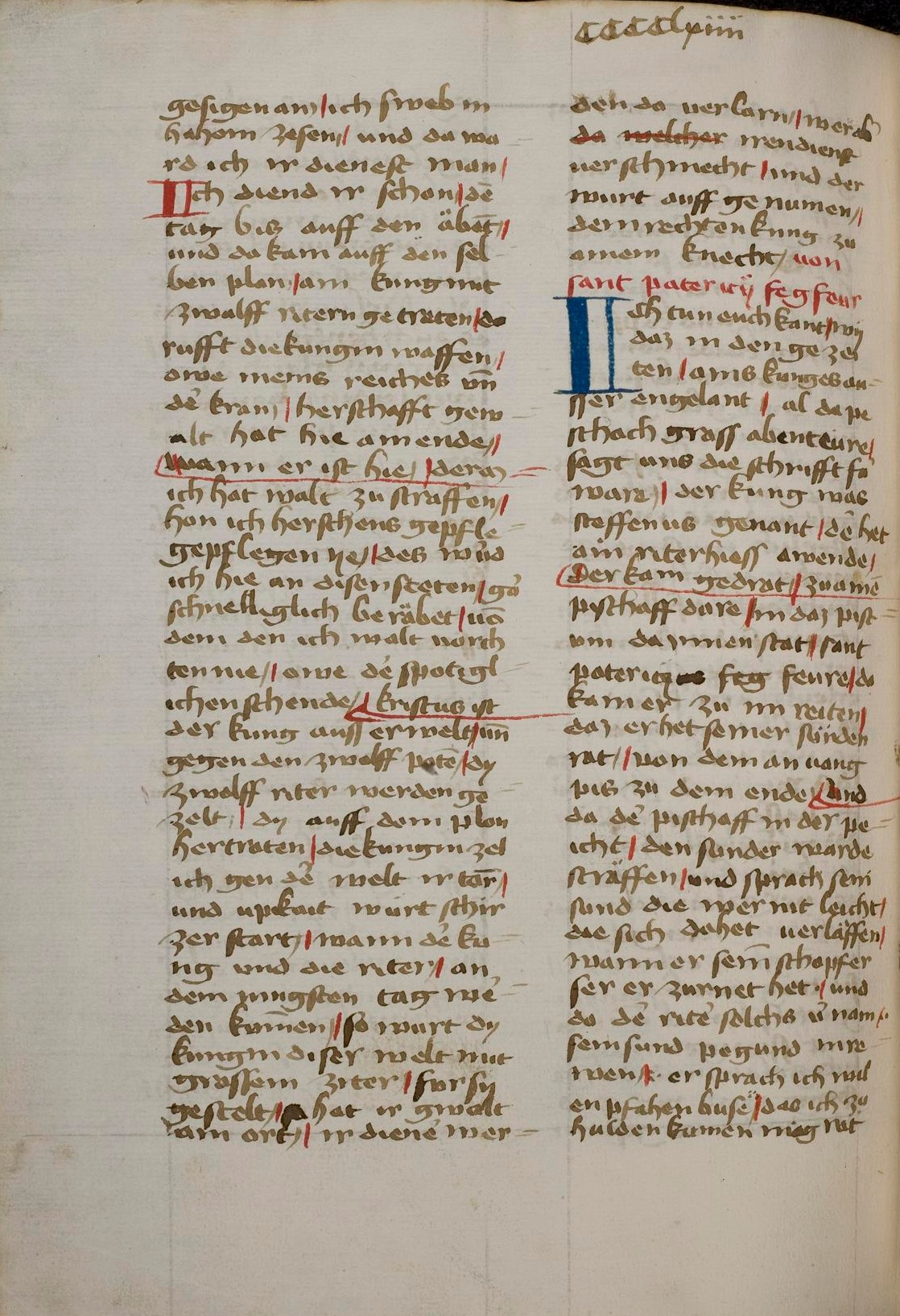
Handschriftliches Manuskript des Dichters Michel Beheim mit dem Lied von Sant Patericÿ fegfeur, das in der rechten Spalte mit der blauen Initiale „I“ beginnt.

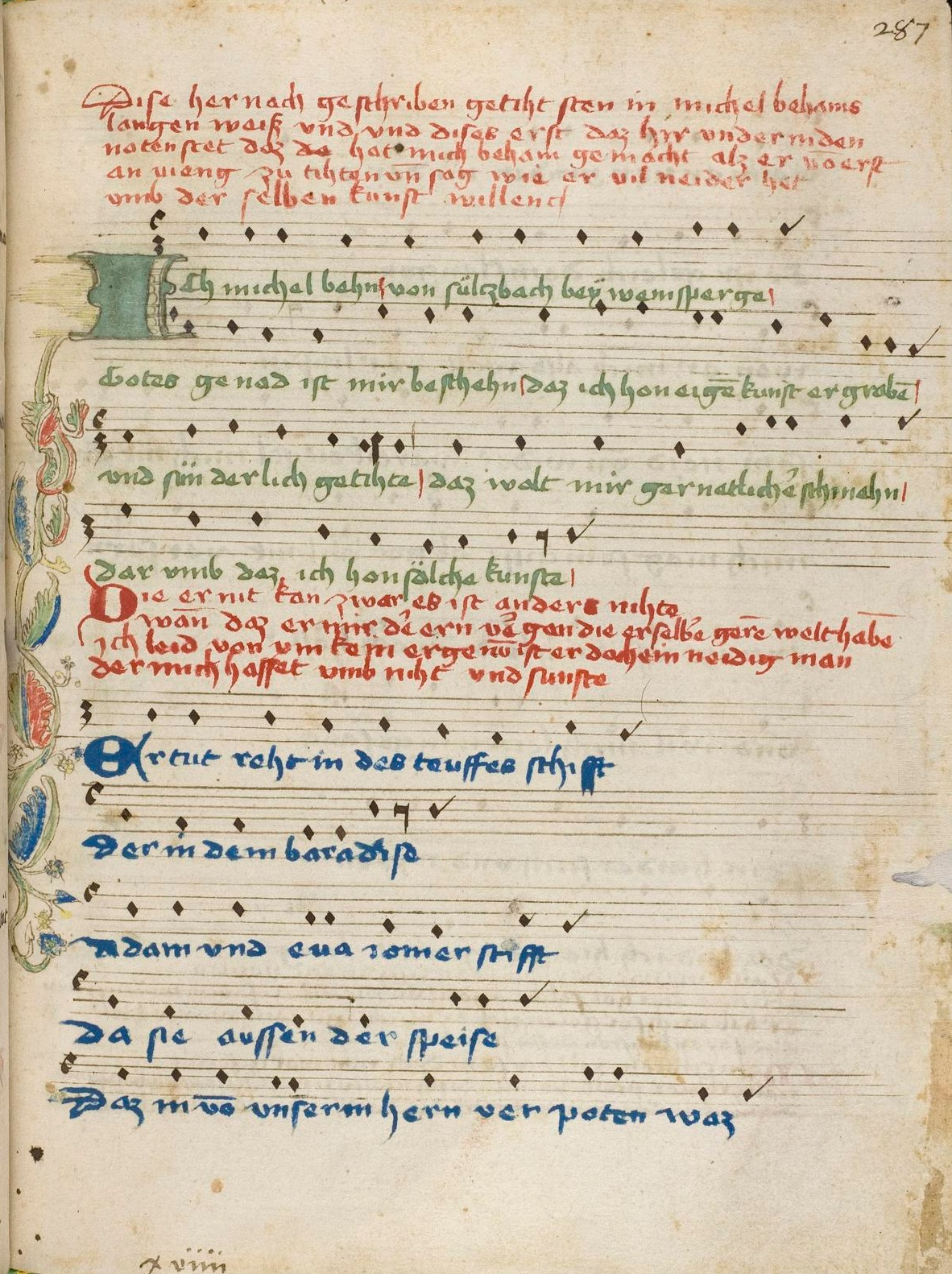
Handschrift mit dem Beginn der zugehörigen Melodie, die auch für andere Dichtungen verwendet wurde.

Der Text wurde lange Zeit nur in geringem Umfang ins Deutsche übersetzt. Bekannt ist hier insbesondere die Fassung von Michel Beheim, einem Berufsdichter des 15. Jahrhunderts, der den Tractatus in gekürzter Form in ein Lied mit 37 Strophen übertrug. Beheim konzentrierte sich dabei ganz auf die Anfangsgeschichte, die Schilderungen der zehn Peinigungen und das irdische Paradies. Die theologischen Erörterungen und die Umsetzung der ritterlichen Ideale auf die zu bestehende Bewährung im Fegefeuer fielen dabei weg, und das Lied endet unmittelbar mit dem Verlassen des Fegefeuers. Das Lied wurde nicht einfach vorgelesen, sondern mit der ebenfalls überlieferten Melodie der „langen Weise“ vorgesungen. Passend zu dieser Melodie ergibt sich die Silbenstruktur der Verse: Das erste System mit 11 Noten umfasst die ersten beiden Verse mit vier und sieben Silben, zum zweiten System mit 17 Noten gehören der dritte und vierte Vers mit acht bzw. neun Silben:
Ich tun euch kant,

wÿ daz in den gezeiten

ains kunges ausser Engelant

al da peschach grass abenteüre,

sagt uns die schrifft fur ware.

der kung was Steffenus genannt.

der het ain riter, hiess Awende.

Der kam gedrat

zu ainem pischaff dare

in daz pistum, da innen stat

Sant Patericÿ feure.

da kam er zu im reiten,

daz er het seiner sünden rat

von dem an vang pis zu dem ende.
Der Kartäusermönch Heinrich Haller des Klosters Allerengelberg im südtirolischen Schnals übersetzte neben zahlreichen weiteren Texten wie etwa der Visio Tundali und der Navigatio Sancti Brendani auch den Tractatus in die südbairische Sprache. Der Text ist erhalten im Rahmen der von Haller selbst verfassten Handschrift Cod. 979 der UB Innsbruck, die eine Sammlung seiner Übersetzungen enthält und die 1473 oder früher entstanden ist.
Zu den weiteren bekannten deutschsprachigen Übersetzungen gehört die Schrift Von dem fegfeüer sancti patricÿ in ÿbernia. Der Sprache nach stammt sie aus der zweiten Hälfte des 15. Jahrhunderts aus der Gegend zwischen Bamberg und Augsburg. Von ihr sind nur die ersten beiden Blätter erhalten. Die Inkunabel wurde um 1489 in Augsburg entweder bei Peter Berger oder Johann Schönsperger gedruckt. Der Text beginnt mit der Schilderung, wie Gott auf die Gebete von Patrick hin das Purgatorium erschuf:
Das man aber grüntlichen vnn on alle zweÿf-

lung wissen unn mercken müg dz eyn fegfeüer

seÿ vnn eyn helle als dann dÿe gancz heÿlig

geschrifft bezeügt So ist zewissen dz solichs gar tref

fenlichen geoffenbaret ist worden jn dem land ÿbernia

durch dz gebet Sancti patrici d'dann durch die schick

ung gottes in daz selb land cristenlichen gelauben da

zebredigen vnn an zeheben geschickt ward dz er dann

gar mit grossem vleÿß tag vnn nacht volbracht – vnn

thet auch grosse wund'werck in dem namen jh'u christi
Da der einführende Text erweitert und in wesentlichen Punkten auch verändert wurde, wird davon ausgegangen, dass es sich um eine indirekte Übersetzung handelt. Getrennt davon sind zwei weitere Blätter überliefert, die eine Fortsetzung der anderen zwei Blätter zu sein scheinen, da sie im Druck Gemeinsamkeiten aufweisen und auch inhaltlich folgen. Hinzugekommen sind in diesem Text die damals aktuellen Hinweise, dass der Papst den Zugang verboten habe und einem an dem Purgatorium interessierten Kartäusermönch aus Tückelhausen geraten wurde, zu seinem Orden zurückzukehren:
Drumb so hat der babst zuo vnsern zeyten ge-

botten das man nÿemand mere dar ein lassen sol er

hab dann gar grosse vrsach dar czuo – Es ist kurczlich

eÿ kartheüser zuo thuckelhausen gewesen der bat got

vnd das gemein capittel vnd den vatter von Car/

tusia sie solten im dar ein erlauben / man wolt es abê

nit thuon – vnd gab im zuo antwurt er solt dem kartheü-

ser orden rechtt thuon vnnd solt den gar vleyßlichen

halten so hett er fegfeüers genuog dar an – vnnd also

torst er es nÿmmer begeren

### Überlieferung durch dieLegenda Aurea

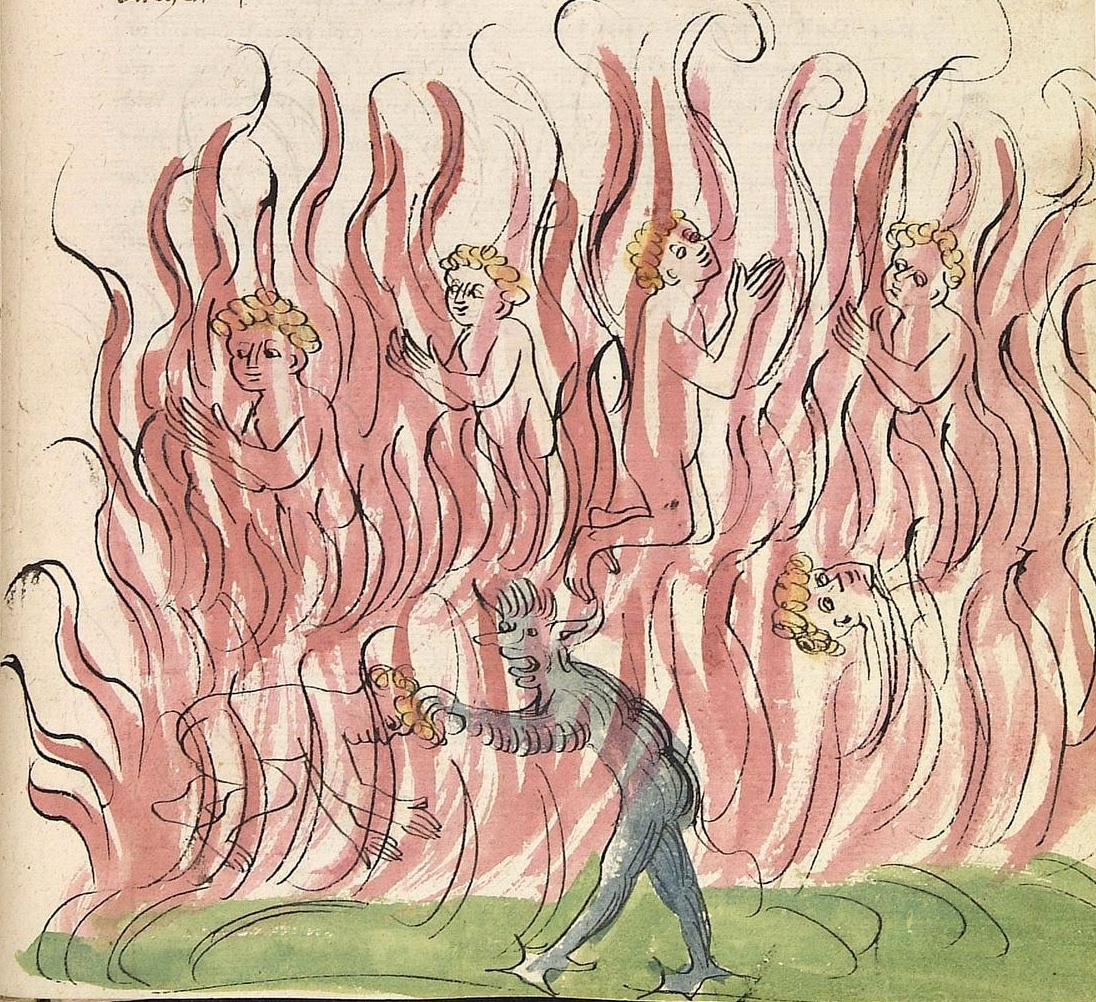
Darstellung des Fegefeuers des St. Patrick in der elsässischen Übersetzung der Legenda Aurea von 1419.

Die Ende des 13. Jahrhunderts entstandene Legenda Aurea des Jacobus de Voragine übernahm den Text in gekürzter Fassung im Rahmen einer größeren Sammlung, die insbesondere als Vorlesetext während der klösterlichen Mahlzeiten diente. Durch die außergewöhnlich hohe Verbreitung des Texts – mehr als 1000 Handschriften sind bis heute überliefert – wurde das Fegefeuer des heiligen Patrick weitestgehend bekannt. Zu den auffälligsten Veränderungen gehört der Name des Ritters, der Nikolaus statt Owein genannt wird. Ferner wird nicht einfach der Name Jesu gerufen, sondern mit „Jesus Christus, Sohn des lebendigen Gottes, habe Erbarmen mit mir Sünder“ ein etwas längeres Gebet gesprochen, um der jeweiligen Peinigung zu entgehen.
Wie bereits zuvor der Tractatus wurde auch die Legenda Aurea übersetzt, darunter auch mehrfach in die deutsche Sprache. Mit 34 überlieferten Handschriften gehört die elsässische Übersetzung zu den bedeutendsten Fassungen. Sie entstand vor 1350 in Straßburg und wurde zunächst für die oberrheinischen Dominikanerinnenklöster vorgesehen.

## Textausgaben
Die ersten Textausgaben wurden im 17. Jahrhundert von zwei Iren im Rahmen größerer Sammlungen herausgegeben. Zunächst erschien 1624 in Paris das Florilegium insulae sanctorum seu vitae et actae sanctorum Hiberniae von Thomas Messingham. 1647 folgte in Löwen der von dem Franziskaner John Colgan herausgegebene Band Triadis Thaumaturgae. Die Texte von Messingham und Colgan wurden im 19. Jahrhundert erneut gedruckt, teilweise mit Ergänzungen aus weiteren Handschriften. Beginnend mit dem 20. Jahrhundert folgten auch Textausgaben verschiedener früher Übersetzungen bzw. Nacherzählungen, die teilweise mit neuen Transkriptionen des Originaltexts versehen worden sind. Zu den neueren Editionen zählen folgende drei Werke: 
- Jean-Michel Picard und Yolande de Pontfarcy: Saint Patrick's Purgatory: A Twelfth Century Tale of a Journey to the Other World. Four Courts Press, Dublin 1985, ISBN 0-906127-91-2. (Enthält eine Übersetzung des Texts in heutiges Englisch, eine ausführliche Einführung und eine Bibliographie.)
- Robert Easting: St Patrick's Purgatory: Two versions of Owayne Miles and the Vision of William of Stranton together with the long text of the Tractatus de Purgatorio Sancti Patricii. Early English Text Society, Oxford University Press, Oxford 1991, ISBN 0-19-722300-1. (Enthält auf den Seiten 121–154 die längere β-Fassung des Texts zusammen mit Kommentaren auf den Seiten 236–254. Ferner enthält der Band eine mittelenglische Übersetzung und eine mittelenglische Nacherzählung des Texts.)
- Robert Easting, Maximilian Benz: De Purgatorio Sancti Patricii. Das Fegfeuer des Heiligen Patrick. Lateinisch/Deutsch (Bibliothek der mittellateinischen Literatur). Hiersemann, Stuttgart 2020, ISBN  978-3-7772-2033-8.